# Göran Malmqvist
Nils Göran David Malmqvist (kinesiskt namn: traditionella tecken: 馬悅然; förenklade tecken: 马悦然; pinyin: Mǎ Yuèrán), född 6 juni 1924 i Sofia församling, Jönköping, död 17 oktober 2019 i Svalnäs, Djursholm, Danderyds församling, Stockholms län, var en svensk sinolog, kinaexpert och översättare. 
Malmqvist, som var professor vid Stockholms universitet, var ledamot av såväl Svenska Akademien som Kungliga Vetenskapsakademien, Kungliga Vitterhets Historie och Antikvitets Akademien och Academia Europaea. Han invaldes i Svenska Akademien 11 april 1985 och tog samma år (20 december) sitt inträde på stol nr 5, där han efterträdde litteraturvetaren Henry Olsson.

## Biografi
Göran Malmqvist var son till teckningsläraren David Malmqvist och Karin Wiberg.
Malmqvist föddes i Jönköping men tillbringade barndomen i skånska Kullabygden och uppväxtåren i Västergötland. Han studerade vid Borås högre allmänna läroverk, innan han 1944 började läsa latin och grekiska i Uppsala med ambitionen att bli gymnasielektor i klassiska språk.
Under studietiden kom Malmqvist att upptäcka kinesiskan genom Lin Yutangs Konsten att njuta av livet. Efter kontakt med sinologen professor Bernhard Karlgren flyttade Malmqvist hösten 1946 till Stockholm för att studera kinesiska vid Stockholms högskola.
På stipendium från Rockefellerstiftelsen reste Malmqvist 1948 med lastfartyg via Hongkong till Shanghai för vidare studieresor ut i landet. Han tillbringade en stor del av tiden i ett buddhistiskt kloster i Sichuan, där han studerade dialektala uttal. I samband med det kommunistiska maktövertaget 1949 lämnade han klostret för att 1950 ta sig ut ur det nya Kina via Hongkong. Han återvände till Stockholm och avlade filosofie licentiatexamen 1951.
Malmqvists akademiska karriär var länge internationellt inriktad. Med undantag för åren 1956–1958, då han var kulturattaché i Peking, arbetade Malmqvist först på ett lektorat i kinesiska vid London University (1953–1955) och sedan som docent (1959–1961) och professor (1961–1965) i kinesiska vid Australian National University i Canberra. Så småningom antogs han som docent även vid Stockholms universitet (1962) och först 1965 återvände han till Stockholm för att tillträda en professur i sinologi, särskilt nykinesiska språket. Han blev professor emeritus 1990. Malmqvist var hedersdoktor vid Stockholms universitet (1969), Karlsuniversitetet i Prag (1977) och Chinese University of Hong Kong (1998). Han var också, från 1984, Honorary Fellow vid School of Oriental and African Studies, London University.
Malmqvist var ordförande i Nordiska Asieninstitutets styrelse åren 1967–1977, direktör för European Science Foundation Project "Chinese Literature 1900–1949" åren 1979–1987 samt president för European Association of Chinese Studies åren 1980–1984 och 1988–1990.
Vid tillkännagivandet av Nobelpriset i litteratur till Mo Yan 2012 sade Malmqvist att han översatt flera av Mo Yans verk, vilka han samma kväll skulle skicka till förlaget Tranan, något han tidigare avhållit sig från för att inte väcka misstankar om jäv och för att belöningen med Nobelpriset inte skulle komma att ifrågasättas.

## Akademisk gärning
Göran Malmqvist översatte mer än 40 volymer med kinesisk litteratur från olika epoker. Malmqvists inledande översättargärning var främst inriktad på Tanglyrik, men han översatte sedermera både äldre och nyare kinesisk litteratur, däribland medeltidsromanerna Berättelser från träskmarkerna och Färden till Västern samt verk av Mao Zedong, nobelpristagaren Gao Xingjian, poeten Bei Dao samt verk av bland andra Lao Zi, Shen Congwen, Cao Naiqian och Li Rui.
Han författade en introduktion till kinesisk språklära, läroböcker i fonetik och grammatik samt samlingsverk om kinesisk litteratur genom årtusendena. Han skrev bland annat de stora avsnitten om kinesisk litteratur i den samnordiska Litteraturens världshistoria. Mot slutet av sin gärning fokuserade han på klassisk kinesisk filologi, syntax och semantik.
Han översatte även svensk lyrik till engelska, framför allt Tomas Tranströmer, och engelsk lyrik till svenska, framför allt William Blake. År 1995 utgav han en 500-sidig minnesteckning av sin lärare Bernhard Karlgren, Bernhard Karlgren – Ett forskarporträtt.

## Övrigt författarskap
Malmqvist gav bland annat ut den populärt hållna boken Kinesiska är inte svårt (1974) och en samling haiku-dikter, Haiku för ros och oros skull (2002), med motiv från både uppväxtens Kullabygden och Kina. I minnesboken Strövtåg i svunna världar (2005) skildrade han tiden i buddhistklostret i Sichuan där han vistades en tid och personer han mötte under sina strövtåg i Kina. En väsentlig del av boken ägnar han också åt sin syn på översättningens konst.

## Familj
Göran Malmqvist gifte sig 1950 med Ningtsu Ch’en (1931–1996), dotter till professor Ch’en Hsing-k’o och rektor Liu K’o-chuang. De fick barnen Anders 1951, Per 1953 och Gunnar 1955. Sedan han blivit änkling gifte han om sig med kulturjournalisten Wenfen Chen (född 1967). Göran Malmqvist är begravd på Djursholms begravningsplats.